# Krzysztof Rysiński
Krzysztof Rysiński herbu Leszczyc (zm. przed 22 marca 1620 roku) – podkomorzy brzeskokujawski w latach 1612–1620, starosta nakielski.
Studiował w Ingolstadt w 1592 roku.
Poseł na sejm 1611 roku z województwa brzeskokujawskiego. Poseł województwa brzeskokujawskiego na sejm zwyczajny 1613 roku. 